# Javier Pastore
Javier Matías Pastore, född 20 juni 1989 i Córdoba, är en argentinsk före detta  fotbollsspelare som spelade som offensiv mittfältare. Han representerade bland andra klubbar såsom italienska Palermo och AS Roma men var främst känd för sina sju säsonger i franska Paris-Saint Germain där han vann fem Ligue 1-titlar samt nio cuptitlar. Han representerade även Argentinas landslag åren 2010–2017. 2010 blev uttagen i Argentinas trupp till Fotbolls-VM i Sydafrika. 

## Karriär
Pastore anslöt till italienska Palermo inför säsongen 2009/2010 från Huracán och gjorde sin tävlingsdebut den 15 augusti 2009 borta mot SPAL i italienska cupen.
Den 6 augusti 2011 blev det officiellt att Pastore lämnade Palermo och gick till Paris Saint-Germain, för drygt 380 miljoner kronor.
Den 26 juni 2018 värvades Pastore av italienska AS Roma, där han skrev på ett femårskontrakt. Den 30 augusti 2021 kom Pastore och Roma överens om att bryta kontraktet.
Den 4 september 2021 gick Pastore på fri transfer till Elche, där han skrev på ett ettårskontrakt.
I januari 2023 lämnade han Elche på free transfer. Kort senare blev det klart att Pastore värvats av Qatar SC. I juli 2023 lämnade Pastore klubben tillsammans med Nabil Bahoui.
Den 4 november 2024 avslutade Pastore sin fotbollskarriär på grund av skadeproblem.